# Ђункана (Сасари)
Ђункана је насеље у Италији у округу Сасари, региону Сардинија.
Према процени из 2011. у насељу је живело 99 становника. Насеље се налази на надморској висини од 292 м.